# Сибинкич, Пётр
Пётр Сиби́нкич (серб. Петър Сибинкић / Petar Sibinkić; 10 января 1976, Нови-Сад) — сербский и болгарский гребец-байдарочник, выступал за сборные Югославии, Сербии и Черногории, Болгарии во второй половине 1990-х — начале 2000-х годов. Бронзовый и дважды серебряный призёр чемпионатов Европы, участник двух летних Олимпийских игр, многократный победитель регат национального значения.

## Биография
Пётр Сибинкич родился 10 января 1976 года в городе Нови-Сад автономного края Воеводина, Югославия.
Первого серьёзного успеха на взрослом международном уровне добился в сезоне 1996 года, когда попал в основной состав сербско-черногорской национальной сборной и благодаря череде удачных выступлений удостоился права защищать честь страны на летних Олимпийских играх в Атланте. Стартовал здесь в зачёте одиночных байдарок на дистанции 500 метров, занял предпоследнее восьмое место на предварительном квалификационном этапе, после чего в дополнительном утешительном заезде финишировал седьмым, не сумев тем самым пробиться в полуфинальную стадию соревнований.
Впоследствии Сибинкич переехал на постоянное жительство в Софию, присоединился к софийскому гребному клубу «Левски», а затем принял болгарское гражданство и на международных регатах начал представлять национальную сборную Болгарии. Так, в 1999 году с болгарской сборной он побывал на чемпионате Европы в хорватском Загребе, откуда привёз две награды серебряного достоинства, выигранные в зачёте четырёхместных байдарок на дистанциях 500 и 1000 метров. Год спустя на европейском первенстве в польской Познани завоевал бронзовую медаль в четвёрках на тысяче метрах.
Будучи одним из лидеров гребной команды Болгарии, Пётр Сибинкич благополучно прошёл отбор на Олимпийские игры 2000 года в Сиднее. В двойках на пятистах метрах вместе с напарником Милко Казановым с шестого места квалифицировался на предварительном этапе, затем финишировал вторым на стадии полуфиналов, но в решающем финальном заезде был лишь восьмым. В четвёрках на тысяче метрах совместно с партнёрами Милко Казановым, Петром Мерковым и Йорданом Йордановым стал четвёртым в предварительном заезде, первым в полуфинале и пятым в финальной стадии.
Его младший брат Бора Сибинкич тоже стал довольно известным гребцом, завоёвывал для Сербии золото на чемпионатах Европы и мира